# Tabagismo compulsivo
O tabagismo compulsivo ou inveterado (em inglês:  chainsmoking) é o ato de fumar vários cigarros em sequência (em cadeia), geralmente usando a brasa de um cigarro já fumado para acender o próximo. O termo fumante inveterado ou compulsivo (do inglês: chain smoker) se refere a pessoas que fumam constantemente, mas não necessariamente em cadeia. O termo é aplicado ao fumo sobretudo ao fumo de cigarro, mas ocasionalmente é usado para descrever o tabagismo relativo a charutos e cachimbos. É  considerado um indicador de adicção.

## Causas
O uso simultâneo de cigarros com cocaína, anfetamina e outros estimulantes é um fator de risco para o desenvolvimento de tabagismo inveterado. Algumas pessoas fumam um cigarro atrás do outro ao ingerir bebidas alcoólicas, porque o álcool potencializa os receptores nicotínicos da acetilcolina, levando à ressensibilização destes e, portanto, aumentando o desejo de fumar.
O grau de influência que a dependência da nicotina exerce sobre o tabagismo compulsivo é objeto de estudo em pesquisas científicas. Os resultados atuais sugerem que a quantidade de nicotina administrada não é um fator significativo, pois o volume de fumaça não é suficientemente correlacionado com a frequência do consumo de cigarros.

## Uso clínico
O tabagismo compulsivo é um tipo de drogadição classificada como transtorno comportamental no Manual Diagnóstico e Estatístico de Transtornos Mentais (DSM). Hipóteses sugerem que o tabagismo compulsivo pode ser usado como terapia de aversão para fumantes leves, induzindo-os a cessar o consumo de tabaco.

## Climatização e ventilação
Profissionais de climatização (AVAC) argumentam que um fluxo de ar de aproximadamente 28,32 metros cúbicos por minuto para cada fumante  seja necessário manter uma qualidade de ar satisfatória aos fumantes compulsivos. No entanto, pesquisas confirmam que os sistemas AVAC atuais, embora sejam importantes para a qualidade geral do ar, não controlam a exposição do tabaco em fumantes passivos.
 